# Michail Alexandrowitsch Leontowitsch
Michail Alexandrowitsch Leontowitsch (russisch Михаил Александрович Леонтович, englische Transkription Mikhail Alexandrovich Leontovich; * 22. Februarjul. / 7. März 1903greg. in Sankt Petersburg; † 20. März 1981 in Moskau) war ein sowjetischer Physiker, der überwiegend theoretisch arbeitete, aber auch experimentell. Er arbeitete auf vielen Gebieten der Physik, ist aber vor allem als Begründer einer Schule von Theoretikern zur kontrollierten Kernfusion in der Sowjetunion bekannt.

## Leben
Sein Vater Alexander Wassiljewitsch Leontowitsch (1869–1943) war ein bekannter Physiologe und Neurohistologe, Professor an der Universität Kiew und ab 1913 in Moskau am Petrowsko-Rasumowski Landwirtschafts-Institut und später Mitglied der Ukrainischen Akademie der Wissenschaften. Der Vater seiner Mutter Wera Wiktorowna war der Ingenieur Wiktor Kirpitschjow. Leontowitsch interessierte sich früh für Chemie, Geologie und Mathematik und studierte ab 1919 an der Lomonossow-Universität. Als Student arbeitete er bis 1925 für das Institut der Kursker Magnetischen Anomalie. Er wurde (mit seinen Kommilitonen Witt, Andronow und Chaikin) Schüler von Leonid Isaakowitsch Mandelstam, bei dem er sich mit molekularer Optik und Kristall-Optik befasste. 1928 wurde er promoviert und 1935 habilitiert (russischer Doktortitel), letzteres ohne Einreichung einer Dissertation aufgrund seiner bisherigen Veröffentlichungen. Er wurde Professor an der Lomonossow-Universität. Mit Sergei Iwanowitsch Wawilow leitete er Optik-Kurse. Im Zweiten Weltkrieg war er in der Forschung zu Funkleitsystemen für Flugzeuge und Radar und befasste sich theoretisch mit elektromagnetischen Wellen und Ausbreitung von Radiowellen. Nach dem Zweiten Weltkrieg wurde er Leiter des Labors für Schwingungsforschung am Lebedew-Institut der Russischen Akademie der Wissenschaften. Von 1946 bis 1954 lehrte er am Moskauer Institut für Technische Physik. Leontowitsch war ab 1951 Leiter der Theorieabteilung für die Forschung zur kontrollierten Kernfusion am Kurtschatow-Institut. Von 1955 bis 1971 hatte er den Lehrstuhl für Elektrodynamik und Quantentheorie an der Lomonossow-Universität inne.
Neben Plasmaphysik befasste er sich auch mit Theorie der Schwingungen, physikalischer Optik, Akustik (Gebiete die in der Sowjetunion als Radiophysik bezeichnet werden), statistischer Physik und Thermodynamik.
Er erhielt 1958 den Leninpreis, dreimal den Leninorden und fünfmal den Orden des Roten Banners der Arbeit.
1955 war er einer der Unterzeichner des Briefs der 300 zur Absetzung Lyssenkos. 1966 war er Unterzeichner eines Briefes an die sowjetische Führung, die sich gegen eine Rehabilitierung Stalins wandten und er setzte sich für sowjetische Dissidenten ein, zum Beispiel unterschrieb er 1966 eine Petition von Igor Tamm und Andrei Sacharow für Juri Galanskow und Alexander Ginsburg.
Er war seit 1939 korrespondierendes Mitglied und seit 1946 volles Mitglied der Sowjetischen Akademie der Wissenschaften.

## Schriften
- Einführung in die Thermodynamik, Berlin, Deutscher Verlag der Wissenschaften 1953
- Herausgeber Plasma physics and controlled nuclear fusion, Pergamon Press 1959, 1961